# Elise Ringen
Elise Ringen, född 21 november 1989, är en norsk skidskytt. Vid världsmästerskapen i skidskytte 2012 vann hon med det norska stafettlaget ett brons.
Sitt hittills bästa individuella placering tog hon vid sprinten i Hochfilzen i Österrike säsongen 2011/2012 då hon slutade 10:a.